# 오행오감
《오행오감》은 SBS를 제외한 대한민국 지역 민영방송사들의 공동 투자로 제작되는 텔레비전 프로그램으로, 현재 TJB 대전방송이 제작을 전담하고 있다.

## 기획 의도
다섯개의 섹션으로 구성된다는 의미에서 "오행"이며, 이프로그램을 통해 우리고장 충청에 대한 자부심, 아름다움, 멋과 맛 그리고 우리 지역을 소개하는 매거진 프로그램

## 채녈별 방송 안내
- 매주 토요일 오전 8시 35분

## 역대 진행자
- 이정기 전 아나운서
- 김윤정 전 아나운서
- 윤태윤 전 아나운서
- 이인경 아나운서